# Совєтський район (Курська область)
Совєтський район — адміністративно-територіальна одиниця і муніципальне утворення на сході Курської області Росії.
Адміністративний центр — селище Кшенський.

## Географія
Совєтський район розташований у східній частині Курської області, на півночі межує з Орловською та Липецькою областями Росії, на сході — з Касторенським, на півдні — з Горшеченським, на заході — з Тимським та Черемисиновським районами. Територія району становить 1150 км² або 4% від загальної площі Курської області.